# Witpluimglanskolibrie
De witpluimglanskolibrie (Aglaeactis castelnaudii) is een vogel uit de familie Trochilidae (kolibries).

## Verspreiding en leefgebied
Deze soort is endemisch in Peru en telt twee ondersoorten:
- A. c. regalis: centraal Peru.
- A. c. castelnaudii: zuidelijk Peru.